# Campeonato Mundial de Atletismo Sub-20 de 2018
El XVII Campeonato Mundial de Atletismo Sub-20  se celebró en la ciudad de Tampere (Finlandia) del 10 al 15 de julio de 2018. La sede del certamen fue el Estadio Tampere.
Participaron 1462 atletas (779 en categoría masculina y 683 en categoría femenina), pertenecientes a 158 federaciones nacionales. La lista incluyó a los Atletas Neutrales Autorizados (ANA) y al Equipo de Atletas Refugiados (ART).

## Resultados

### Masculino
| Evento                                       | Oro                                                                                     | Plata                                                                              | Bronce                                                                                    |
| -------------------------------------------- | --------------------------------------------------------------------------------------- | ---------------------------------------------------------------------------------- | ----------------------------------------------------------------------------------------- |
| 100 m (11 de julio)                          | Lalu Muhammad Zohri Indonesia 10,18                                                     | Anthony Schwartz Estados Unidos 10,22                                              | Eric Harrison Estados Unidos 10,22                                                        |
| 200 m (13 de julio)                          | Jona Efoloko Reino Unido 20,48                                                          | Charles Dobson Reino Unido 20,57                                                   | Eric Harrison Estados Unidos 20,79                                                        |
| 400 m (13 de julio)                          | Jonathan Sacoor · Bélgica · 45,03                                                       | Christopher Taylor Jamaica 45,38                                                   | Chantz Sawyers Jamaica 45,89                                                              |
| 800 m (15 de julio)                          | Solomon Lekuta Kenia 1:46,35                                                            | Ngeno Kipngetich Kenia 1:46,45                                                     | Elliot Crestan · Bélgica · 1:47,27                                                        |
| 1500 m (12 de julio)                         | George Manangoi Kenia 3:41,71                                                           | Jakob Ingebrigtsen · Noruega · 3:41,89                                             | Justus Soget Kenia 3:42,14                                                                |
| 5000 m (14 de julio)                         | Edward Zakayo Kenia 13:20,16                                                            | Stanley Mburu Kenia 13:20,57                                                       | Jakob Ingebrigtsen · Noruega · 13:20,78                                                   |
| 10 000 m (10 de julio)                       | Rhonex Kipruto Kenia 27:21,08 RC                                                        | Jacob Kiplimo Uganda 27:40,36                                                      | Berihu Aregawi Etiopía 27:48,41                                                           |
| 3000 m obstáculos (15 de julio)              | Takele Nigate Etiopía 8:25,35                                                           | Leonard Bett Kenia 8:25,39                                                         | Getnet Wale Etiopía 8:26,16                                                               |
| 110 m vallas, 99 cm (12 de julio)            | Damion Thomas Jamaica 13,16                                                             | Orlando Bennett Jamaica 13,33                                                      | Shunsuke Izumiya Japón 13,38                                                              |
| 400 m vallas (14 de julio)                   | Sokwakhana Zazini Sudáfrica 49,42                                                       | Bassem Hemeida Catar 49,59                                                         | Alison dos Santos · Brasil · 49,78                                                        |
| Salto de altura (14 de julio)                | Antonios Merlos · Grecia · Roberto Vílches · México · 2,23                              | -                                                                                  | JuVaughn Blake Estados Unidos Breyton Poole Sudáfrica 2,23                                |
| Salto con pértiga (14 de julio)              | Armand Duplantis · Suecia · 5,82 RC                                                     | Zachery Bradford Estados Unidos 5,55                                               | Masaki Ejima Japón 5,55                                                                   |
| Salto de longitud (11 de julio)              | Yuki Hashioka Japón 8,03                                                                | Maikel Vidal · Cuba · 7,99                                                         | Wayne Pinnock Jamaica 7,90                                                                |
| Triple salto (14 de julio)                   | Jordan Díaz · Cuba · 17,15 RC                                                           | Martin Lamou Francia 16,44                                                         | Jonathan Seremes Francia 16,18                                                            |
| Lanzamiento de peso, 6 kg (10 de julio)      | Kyle Blignaut Sudáfrica 22,07                                                           | Adrian Piperi Estados Unidos 22,06                                                 | Odysseas Mouzenidis · Grecia · 21,07                                                      |
| Lanzamiento de disco, 1.750 kg (15 de julio) | Kai Chang Jamaica 62,36                                                                 | Yauheni Bahutski · Bielorrusia · 61,75                                             | Claudio Romero · Chile · 60,81                                                            |
| Lanzamiento de martillo, 6 kg (13 de julio)  | Jake Norris Reino Unido 80,65                                                           | Mykhaylo Kokhan · Ucrania · 79,68                                                  | Mykhaylo Havryliuk · Ucrania · 77,71                                                      |
| Lanzamiento de jabalina (14 de julio)        | Nash Lowis Australia 75,31                                                              | Tzudiel Pedigo Estados Unidos 73,76                                                | Maurice Voigt · Alemania · 73,44                                                          |
| Decatlón sub-20 (11 de julio)                | Ashley Moloney Australia 8190 pts. RC                                                   | Gary Haasbroek Australia 7798 pts.                                                 | Simon Ehammer · Suiza · 7642 pts.                                                         |
| 10 000 m Marcha (14 de julio)                | Zhang Yao China 40:32,06                                                                | David Hurtado · Ecuador · 40:32,06                                                 | José Ortiz Flores · Guatemala · 40:45,26                                                  |
| 4 × 100 m (14 de julio)                      | Estados Unidos Eric Harrison Anthony Schwartz Austin Kratz Micah Williams 38,88         | Jamaica Xavier Nairne Christopher Taylor Jhevaughn Materson Michael Stephens 38,96 | Alemania · Lucas Ansah-Peprah · Marvin Schulte · Milo Skupin-Alfa · Luis Brandner · 39,22 |
| 4 × 400 m (15 de julio)                      | Italia · Klaudio Gjetja · Andrea Romani · Alessandro Sibilio · Edoardo Scotti · 3:04,05 | Estados Unidos Elija Godwin Nicholas Ramey Justin Robinson Howard Fields 3:05,26   | Reino Unido Alex Haydock-Wilson Joseph Brier Alastair Chalmers Alex Knibbs 3:05,64        |

- RC: Récord de campeonato.

### Femenino
| Evento                                       | Oro                                                                               | Plata                                                                       | Bronce                                                                            |
| -------------------------------------------- | --------------------------------------------------------------------------------- | --------------------------------------------------------------------------- | --------------------------------------------------------------------------------- |
| 100 m (12 de julio)                          | Briana Williams Jamaica 11,16                                                     | Twanisha Terry Estados Unidos 11,19                                         | Kristal Awuah Reino Unido 11,37                                                   |
| 200 m (14 de julio)                          | Briana Williams Jamaica 22,50 RC                                                  | Lauren Rain Williams Estados Unidos 23,09                                   | Martina Kotwiła · Polonia · 23,21                                                 |
| 400 m (12 de julio)                          | Hima Das India 51,46                                                              | Andrea Miklós · Rumania · 52,07                                             | Taylor Manson Estados Unidos 52,28                                                |
| 800 m (12 de julio)                          | Diribe Welteji Etiopía 1:59,74 RC                                                 | Carley Thomas Australia 2:01,13                                             | Delia Sclabas · Suiza · 2:01,29                                                   |
| 1500 m (15 de julio)                         | Alemaz Samuel Etiopía 4:09,67                                                     | Miriam Cherop Kenia 4:10,73                                                 | Delia Sclabas · Suiza · 4:11,98                                                   |
| 3000 m (11 de julio)                         | Nozomi Tanaka Japón 8:54,01                                                       | Meselu Berhe Etiopía 8:56,39                                                | Tsige Gebreselama Etiopía 8:59,20                                                 |
| 5000 m (10 de julio)                         | Beatrice Chebet Kenia 15:30,77                                                    | Ejgayehu Taye Etiopía 15:30,87                                              | Girmawit Gebrzihair Etiopía 15:34,01                                              |
| 3000 m obstáculos (13 de julio)              | Celliphine Chespol Kenia 9:12,78 RC                                               | Peruth Chemutal Uganda 9:18,87                                              | Winfred Yavi Baréin 9:23,47                                                       |
| 100 m vallas, 99 cm (15 de julio)            | Tia Jones Estados Unidos 13,01                                                    | Britany Anderson Jamaica 13,01                                              | Cortney Jones Estados Unidos 13,19                                                |
| 400 m vallas (13 de julio)                   | Zenéy van der Walt Sudáfrica 55,34                                                | Shiann Salmon Jamaica 56,11                                                 | Yasmin Giger · Suiza · 56,98                                                      |
| Salto de altura (15 de julio)                | Karyna Taranda · Bielorrusia · 1,92                                               | Sommer Lecky Irlanda 1,90                                                   | María Fernanda Murillo · Colombia · 1,90                                          |
| Salto con pértiga (12 de julio)              | Amálie Švábíková · República Checa · 4,51                                         | Lisa Gunnarsson · Suecia · 4,35                                             | Alice Moindrot Francia 4,35                                                       |
| Salto de longitud (13 de julio)              | Lea-Jasmin Riecke · Alemania · 6,51                                               | Ayaka Kora Japón 6,37                                                       | Tara Davis Estados Unidos 6,36                                                    |
| Triple salto (15 de julio)                   | Aleksandra Nacheva Bulgaria 14,18                                                 | Mirieli Santos · Brasil · 13,81                                             | Davisleydi Velazco · Cuba · 13,78                                                 |
| Lanzamiento de peso, 6 kg (11 de julio)      | Madison-Lee Wesche Nueva Zelanda 17,09                                            | Zhang Linru China 17,05                                                     | Jorinde van Klinken · Países Bajos · 17,05                                        |
| Lanzamiento de disco, 0.750 kg (12 de julio) | Alexandra Emilianov Moldavia 57,89                                                | Helena Leveelahti · Finlandia · 56,80                                       | Silinda Morales · Cuba · 55,37                                                    |
| Lanzamiento de martillo, 6 kg (14 de julio)  | Camryn Rogers · Canadá · 64,90                                                    | Alyssa Wilson Estados Unidos 64,45                                          | Yaritza Martínez · Cuba · 63,82                                                   |
| Lanzamiento de jabalina (11 de julio)        | Alina Shukh · Ucrania · 55,95                                                     | Tomoka Kuwazoe Japón 55,66                                                  | Dana Baker Estados Unidos 55,04                                                   |
| Heptatlón sub-20 (13 de julio)               | Niamh Emerson Reino Unido 6253 pts.                                               | Sarah Lagger · Austria · 6225 pts.                                          | Adrianna Sułek · Polonia · 5939 pts.                                              |
| 10 000 m Marcha (14 de julio)                | Alegna González · México · 44:13,08                                               | Meryem Bermez Turquía 44:17,69                                              | Glenda Morejón · Ecuador · 44:19,40                                               |
| 4 × 100 m (14 de julio)                      | Alemania · Victoria Dönicke · Corina Schwab · Sophia Junk · Denise Uphoff · 43,82 | Irlanda Molly Scott Gina Akpe-Moses Ciara Neville Patience Jumbo Gula 43,90 | Reino Unido Kristal Awuah Alisha Rees Georgina Adam Ebony Carr 44,05              |
| 4 × 400 m (15 de julio)                      | Estados Unidos Symone Mason Shae Anderson Julia Madubuike Taylor Manson 3:28,74   | Australia Ella Connolly Cara Jardine Jemima Russell Carley Thomas 3:31,36   | Jamaica Janielle Josephs Stacey-Ann Williams Shiann Salmon Calisha Taylor 3:31,90 |

RC: Récord de campeonato.

## Medallero
| Núm. | País                  | Oro | Plata | Bronce | Total |
| ---- | --------------------- | --- | ----- | ------ | ----- |
| 1    | Kenia (KEN)           | 6   | 4     | 1      | 11    |
| 2    | Jamaica (JAM)         | 4   | 5     | 3      | 12    |
| 3    | Estados Unidos (USA)  | 3   | 8     | 7      | 18    |
| 4    | Etiopía (ETH )        | 3   | 2     | 4      | 9     |
| 5    | Reino Unido (GBR)     | 3   | 1     | 3      | 7     |
| 6    | Sudáfrica (RSA)       | 3   | 0     | 1      | 4     |
| 7    | Australia (AUS)       | 2   | 3     | 0      | 5     |
| 8    | Japón (JPN)           | 2   | 2     | 2      | 6     |
| 9    | Alemania (GER)        | 2   | 0     | 2      | 4     |
| 10   | México (MEX)          | 2   | 0     | 0      | 2     |
| 11   | Cuba (CUB)            | 1   | 1     | 3      | 5     |
| 12   | Ucrania (UKR)         | 1   | 1     | 1      | 3     |
| 13   | Bielorrusia (BLR)     | 1   | 1     | 0      | 2     |
| 13   | China (CHN)           | 1   | 1     | 0      | 2     |
| 13   | Suecia (SWE)          | 1   | 1     | 0      | 2     |
| 16   | Bélgica (BEL)         | 1   | 0     | 1      | 2     |
| 16   | Grecia (GRE)          | 1   | 0     | 1      | 2     |
| 18   | Bulgaria (BUL)        | 1   | 0     | 0      | 1     |
| 18   | Canadá (CAN)          | 1   | 0     | 0      | 1     |
| 18   | India (IND)           | 1   | 0     | 0      | 1     |
| 18   | Indonesia (INA)       | 1   | 0     | 0      | 1     |
| 18   | Italia (ITA)          | 1   | 0     | 0      | 1     |
| 18   | Moldavia (MDA)        | 1   | 0     | 0      | 1     |
| 18   | Nueva Zelanda (NZL)   | 1   | 0     | 0      | 1     |
| 18   | República Checa (CZE) | 1   | 0     | 0      | 1     |
| 26   | Irlanda (IRL)         | 0   | 2     | 0      | 2     |
| 26   | Uganda (UGA)          | 0   | 2     | 0      | 2     |
| 28   | Francia (FRA)         | 0   | 1     | 2      | 3     |
| 29   | Brasil (BRA)          | 0   | 1     | 1      | 2     |
| 29   | Ecuador (ECU)         | 0   | 1     | 1      | 2     |
| 29   | Noruega (NOR)         | 0   | 1     | 1      | 2     |
| 32   | Austria (AUT)         | 0   | 1     | 0      | 1     |
| 32   | Catar (QAT)           | 0   | 1     | 0      | 1     |
| 32   | Finlandia (FIN)       | 0   | 1     | 0      | 1     |
| 32   | Rumania (ROU)         | 0   | 1     | 0      | 1     |
| 32   | Turquía (TUR)         | 0   | 1     | 0      | 1     |
| 37   | Suiza (SUI)           | 0   | 0     | 4      | 4     |
| 38   | Polonia (POL)         | 0   | 0     | 2      | 2     |
| 39   | Baréin (BRN)          | 0   | 0     | 1      | 1     |
| 39   | Chile (CHI)           | 0   | 0     | 1      | 1     |
| 39   | Colombia (COL)        | 0   | 0     | 1      | 1     |
| 39   | Guatemala (GUA)       | 0   | 0     | 1      | 1     |
| 39   | Países Bajos (NED)    | 0   | 0     | 1      | 1     |